# Merska enota
Mérska enôta je v meroslovju standardna enota pri merjenju fizikalnih količin. Da so uporabne, morajo biti točno določene. Ponovljivost fizikalnih preskusov je zelo pomembna za znanstveno metodo. Standardi nam olajšajo delo in za primerne standardne mere potrebujemo sistem enot. Znanstveni sistemi enot delujejo po načelu tehtanja in merjenja in so prvotno razviti v reklamne namene.
Različni sistemi enot temeljijo na različnih izbirah naborov osnovnih enot. Najbolj razširjen sistem enot je mednarodni sistem enot ali sistem SI. V tem sistemu je sedem osnovnih enot SI. Vse izpeljane enote SI lahko določimo iz teh osnovnih enot.
Drugi sistemi enot, ki so se ali se uporabljajo za različne namene so:
- sistem enot CGS,
- Gaussov sistem enot,
- Planckov sistem enot,
- ameriške običajne enote,
- imperialna enota
- kitajska enota.